# Uroskinnera almedae
Uroskinnera almedae är en grobladsväxtart som beskrevs av T.F. Daniel och D.E. Breedlove. Uroskinnera almedae ingår i släktet Uroskinnera och familjen grobladsväxter. Inga underarter finns listade i Catalogue of Life.